# Maryla Freiwald
Maryla Freiwald (ur. 8 stycznia 1911 w Krakowie, zm. w lipcu 1962 w Rio de Janeiro) – polska lekkoatletka - płotkarka, skoczkini w dal i sprinterka.

## Kariera
Zawodniczka Żydowskiego Klubu Makabi Kraków. Podczas Światowych Igrzysk Kobiet w Pradze w 1930 zajęła 4. miejsce w biegu na 80 metrów przez płotki z wynikiem 12.8 sek. oraz zdobyła brązowy medal w sztafecie 4 x 100 m (50.8 sek.), biegnąc na trzeciej zmianie. Partnerkami M. Freiwald w sztafecie były: Alina Hulanicka, Felicja Schabińska i Stanisława Walasiewicz. Na kolejnych Światowych Igrzyskach Kobiet, w Londynie (1934) nie odniosła już sukcesów.
Ośmiokrotna mistrzyni Polski w biegu na 80 m przez płotki (1928-1929, 1934-1936), sztafecie 4 x 200 m (1936), skoku w dal (1927) i skoku w dal z miejsca. Rekordzistka Polski w biegu na 80 m pł (13.1 w 1929). Rekordy życiowe: 80 m przez płotki - 12.4 (1934, z wiatrem 12.2 w 1935), 100 m - 12.6 (1934), skok w dal - 5.11 (1934).